# トンボ飲料
株式会社トンボ飲料（トンボいんりょう）は、富山県富山市に本社を持つ日本の飲料メーカー。現存する、日本最古のラムネメーカーともいわれる。

## 沿革
- 1896年 - 翠田辰次郎が富山市総曲輪においてラムネの製造販売を開始
- 1921年 - 富山市桜町に移転
- 1943年 - 戦争の影響によりラムネの原材料が入手困難になり、事実上操業停止状態に
- 1945年 - 富山大空襲により工場焼失
- 1946年 - バラック作りの工場を再建し、ラムネの生産を再開
- 1962年 - 現在地（富山市下赤江町）に移転
- 1965年 - シャンメリーの製造、販売を開始
- 1966年 - 2代目社長・翠田邦志が社会的奉仕と業界寄与の功績にて勲五等瑞宝章を拝受。
- 1967年 - 翠田康志が社長に就任。
- 1972年 - 米国三大コーラメーカーであるロイヤルクラウンコーラ（株）とフランチャイズ契約を結ぶ。
- 1974年 - 自動販売機オペレーター業務開始。
- 1980年 - 受託生産を開始
- 1998年 - ソフトパウチ容器入りの飲料を発売
- 2000年 - 子会社・バランス株式会社を設立、高齢者対応のゼリー飲料を発売
- 2004年 - ミニボトル缶飲料生産ライン完成
- 2007年 - 新調合棟完成
- 2010年 - 新・第1工場完成
- 2011年 - ラボンサイダー新発売（ワンウェイ瓶240ml）
- 2012年 - 富山ブラックサイダー新発売（ワンウェイ瓶240ml）
- 2013年 - 水処理設備を更新。FSSC22000認証取得（登録組織／対象範囲：株式会社トンボ飲料）
- 2015年 - 東京営業所を開設
- 2016年 - 金沢カレーコーラー新発売（ワンウェイ瓶240ml）。創業120年。
- 2018年 - 口栓付きパウチ飲料（ゼリー）新工場完成。

## 主な取扱商品
- トンボラムネ
- パウチ（飲料・ゼリー）
- トンボシャンメリー - ドラえもん、ポケモンなどのキャラクターパッケージもある。
- 地サイダー
  - ラボンサイダー[4][5]
  - 富山ブラックサイダー[2][5][6][7]
  - 越中富山やくぜんサイダー[8][9]
  - 金沢カレーコーラ[2][6][10]
- 私の休日
- セレブレ - ノンアルコールスパークリングワイン[11][12]。
- タフマン - 販売元：ヤクルト本社。受託生産。